# Yaguarón (Paragwaj)
Yaguarón – miasto w departamencie Paraguarí, w Paragwaju. Według danych na rok 2020 miasto zamieszkiwało 32 266 osób, a gęstość zaludnienia wyniosła 127,5 os./km².

## Demografia
Ludność historyczna:
| Rok                         | 2000  | 2005  | 2010   | 2015   | 2020   |
| --------------------------- | ----- | ----- | ------ | ------ | ------ |
| Ludność                     | 27335 | 28464 | 29 619 | 30 894 | 32 266 |
| Gęstość zaludnienia os./km² | 108   | 112,5 | 117,1  | 122,1  | 127,5  |

Ludność według grup wiekowych na rok 2020:
| Wiek                                | 0–9 lat | 10–19 lat | 20–29 lat | 30–39 lat | 40–49 lat | 50–59 lat | 60–69 lat | 70–79 lat | 80+ lat |
| ----------------------------------- | ------- | --------- | --------- | --------- | --------- | --------- | --------- | --------- | ------- |
| Liczba osób w danej grupie wiekowej | 5687    | 5775      | 5559      | 4889      | 3110      | 2808      | 2335      | 1364      | 740     |

Struktura płci na rok 2020:
| Płeć                         | Mężczyźni | Kobiety |
| ---------------------------- | --------- | ------- |
| Liczba osób w danej płci     | 16 241    | 16 025  |
| Liczba osób w danej płci w % | 50,3      | 49,7    |

## Klimat

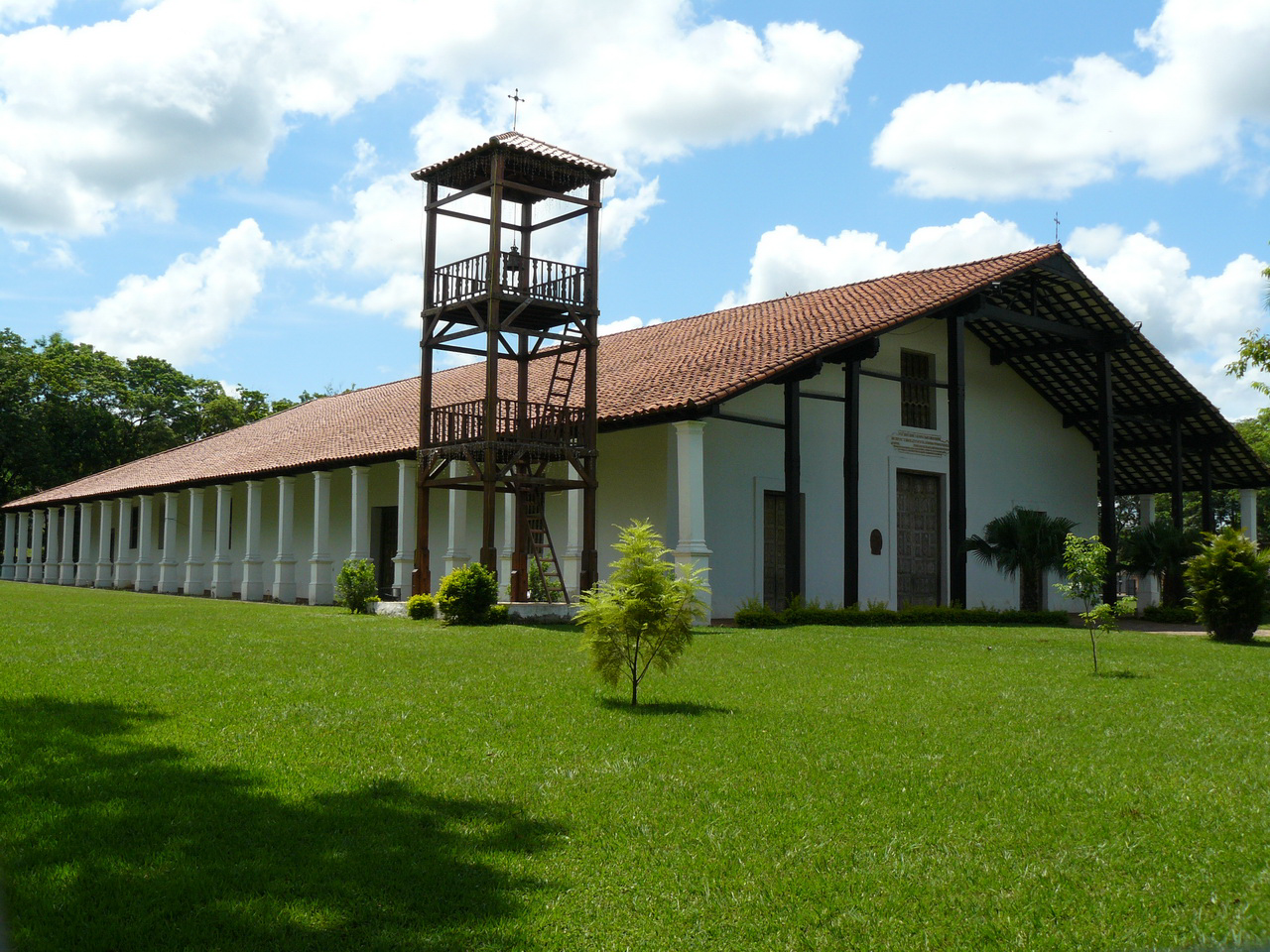
Kościół Yaguarón

Średnia temperatura wynosi 21°C. Latem osiąga 39°C, a zimą spada do 2°C.

## Infrastruktura
Przez miasto przebiega Ruta 1 łącząca Yaguarón ze stolicą państwa Asunción.